# Wysokie (obwód grodzieński)
Wysokie (biał. Высокія; ros. Высокие) – chutor na Białorusi, w obwodzie grodzieńskim, w rejonie werenowskim, w sielsowiecie Girki.
W dwudziestoleciu międzywojennym leżało w Polsce, w województwie nowogródzkim, w powiecie lidzkim, w gminie Zabłoć.